# Rejon miejski Pietrozawodsk

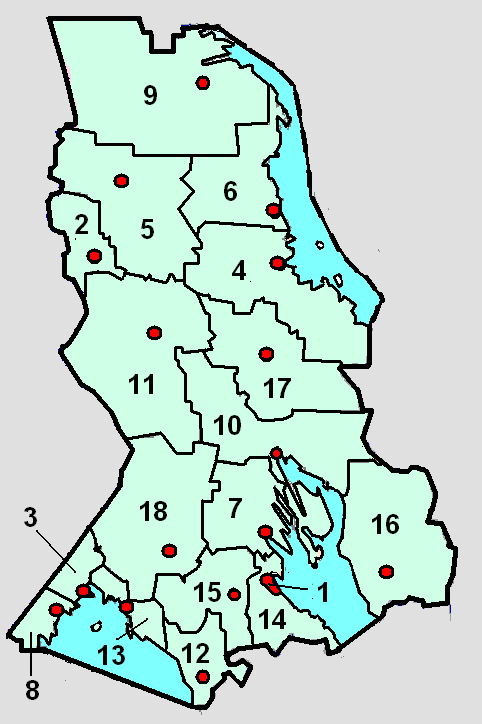
Podział administracyjny Karelii. Rejon Pietrozawodska oznaczony numerem 1

Rejon miasta Pietrozawodska  - rejon miejski w północno-zachodniej Rosji, wchodzący w skład rosyjskiej Republiki Karelii.

## Położenie i charakterystyka
Rejon leży na południu  Karelii, nad jeziorem Onega.
Jest on typowym rejonem miejskim, obejmującym tylko obszar głównego miasta i stolicy Karelii - Pietrozawodska.
W skład rejonu wchodzi niewielki teren poza samym miastem.

## Ludność
Rejon zamieszkany jest przez 266.422 osoby (2005 r.), głównie Rosjan, a także przez rdzennych mieszkańców Karelii - Karelów, stanowiących ok. 5% ludności. Kilkuprocentowy udział w populacji mają też dwie inne napływowe nacje: Ukraińcy i Białorusini.
Tylko 411 osób zamieszkuje poza Pietrozawodskiem, na wsiach, a ludność miejska stanowi 99,85% ogółu populacji.
W ostatnich latach populacja miasta - rejonu, tak jak populacja całej Karelii zmniejsza się w wyniku emigracji ludności do większych miast w Rosji, głównie pobliskiego Petersburga  w poszukiwaniu pracy oraz niskiego przyrostu naturalnego. Ponieważ wyjeżdżają głównie ludzie młodzi, średnia wieku mieszkańców rejonu jest wysoka.

## Pozostałe informacje
Jedynym ośrodkiem gospodarczym na terenie rejonu jest Pietrozawodsk. 

## Zobacz też

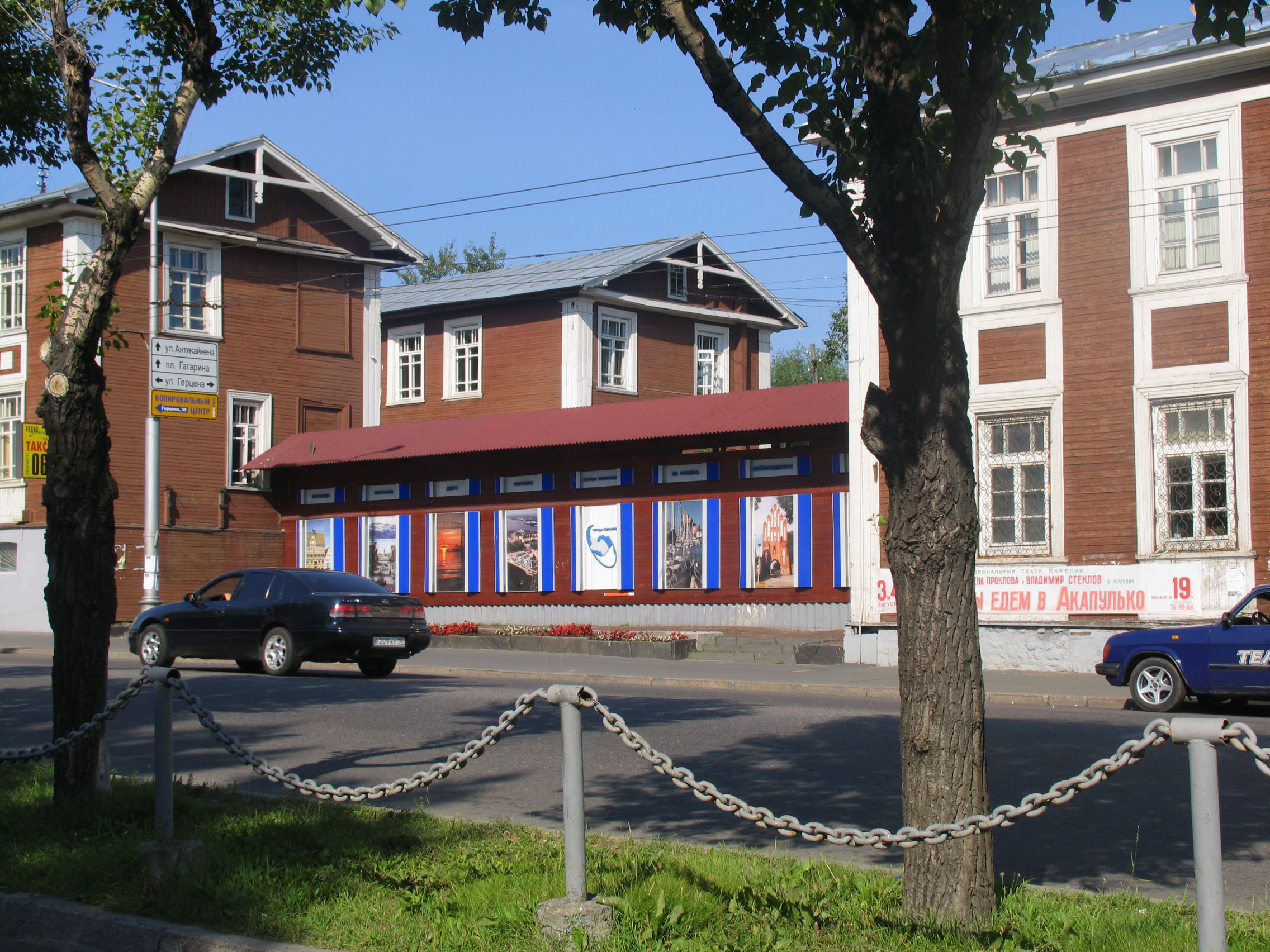
Pietrozawodsk

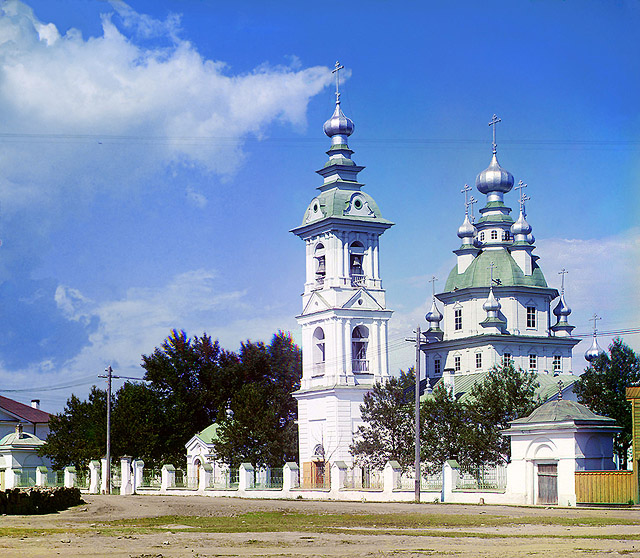
cerkiew w Pietrozawodsku